# Кларксбург (Каліфорнія)
Кларксбург (англ. Clarksburg) — переписна місцевість (CDP) в США, в окрузі Йоло штату Каліфорнія. Населення — 402 особи (2020).

## Географія
Кларксбург розташований за координатами 38°25′10″ пн. ш. 121°32′30″ зх. д. / 38.41944° пн. ш. 121.54167° зх. д. (38.419333, -121.541619).  За даними Бюро перепису населення США в 2010 році переписна місцевість мала площу 5,25 км², уся площа — суходіл.

## Демографія
Згідно з переписом 2010 року, у переписній місцевості мешкало 418 осіб у 168 домогосподарствах у складі 123 родин. Густота населення становила 80 осіб/км².  Було 182 помешкання (35/км²).
Расовий склад населення:
| - 81,1 % — білих - 3,8 % — азіатів - 0,5 % — корінних американців - 0,5 % — чорних або афроамериканців - 0,2 % — вихідців з тихоокеанських островів - 8,9 % — осіб інших рас |

До двох чи більше рас належало 5,0 %. Частка іспаномовних становила 26,1 % від усіх жителів.
За віковим діапазоном населення розподілялося таким чином: 23,0 % — особи молодші 18 років, 55,0 % — особи у віці 18—64 років, 22,0 % — особи у віці 65 років та старші. Медіана віку мешканця становила 48,7 року. На 100 осіб жіночої статі у переписній місцевості припадало 98,1 чоловіків;  на 100 жінок у віці від 18 років та старших — 89,4 чоловіків також старших 18 років.
Середній дохід на одне домашнє господарство  становив 79 696 доларів США (медіана — 69 083), а середній дохід на одну сім'ю — 84 723 долари (медіана — 68 167). За межею бідності перебувало 5,1 % осіб, у тому числі 11,4 % дітей у віці до 18 років та 0,0 % осіб у віці 65 років та старших.
Цивільне працевлаштоване населення становило 270 осіб. Основні галузі зайнятості: публічна адміністрація — 28,5 %, будівництво — 14,1 %, роздрібна торгівля — 11,1 %, освіта, охорона здоров'я та соціальна допомога — 10,7 %.